# Zielenin
Zielenin (dodatkowa nazwa w j. kaszub. Zelenin; niem. Zelenin, dawniej Alte Hütte) – wieś kaszubska w Polsce na Pojezierzu Kaszubskim położona w województwie pomorskim, w powiecie kościerskim, w gminie Kościerzyna nad Wierzycą przy drodze wojewódzkiej nr . Wieś jest siedzibą sołectwa Zielenin, w którego skład wchodzą również miejscowości Będominek i Kula-Młyn.
W latach 1975–1998 miejscowość administracyjnie należała do województwa gdańskiego.
W roku 2011 liczba mieszkańców wsi wynosiła 221 osób.